# Eustrotia unculata
Eustrotia unculata är en fjärilsart som beskrevs av Franz Dannehl 1926. Eustrotia unculata ingår i släktet Eustrotia och familjen nattflyn. Inga underarter finns listade i Catalogue of Life.